# EDO

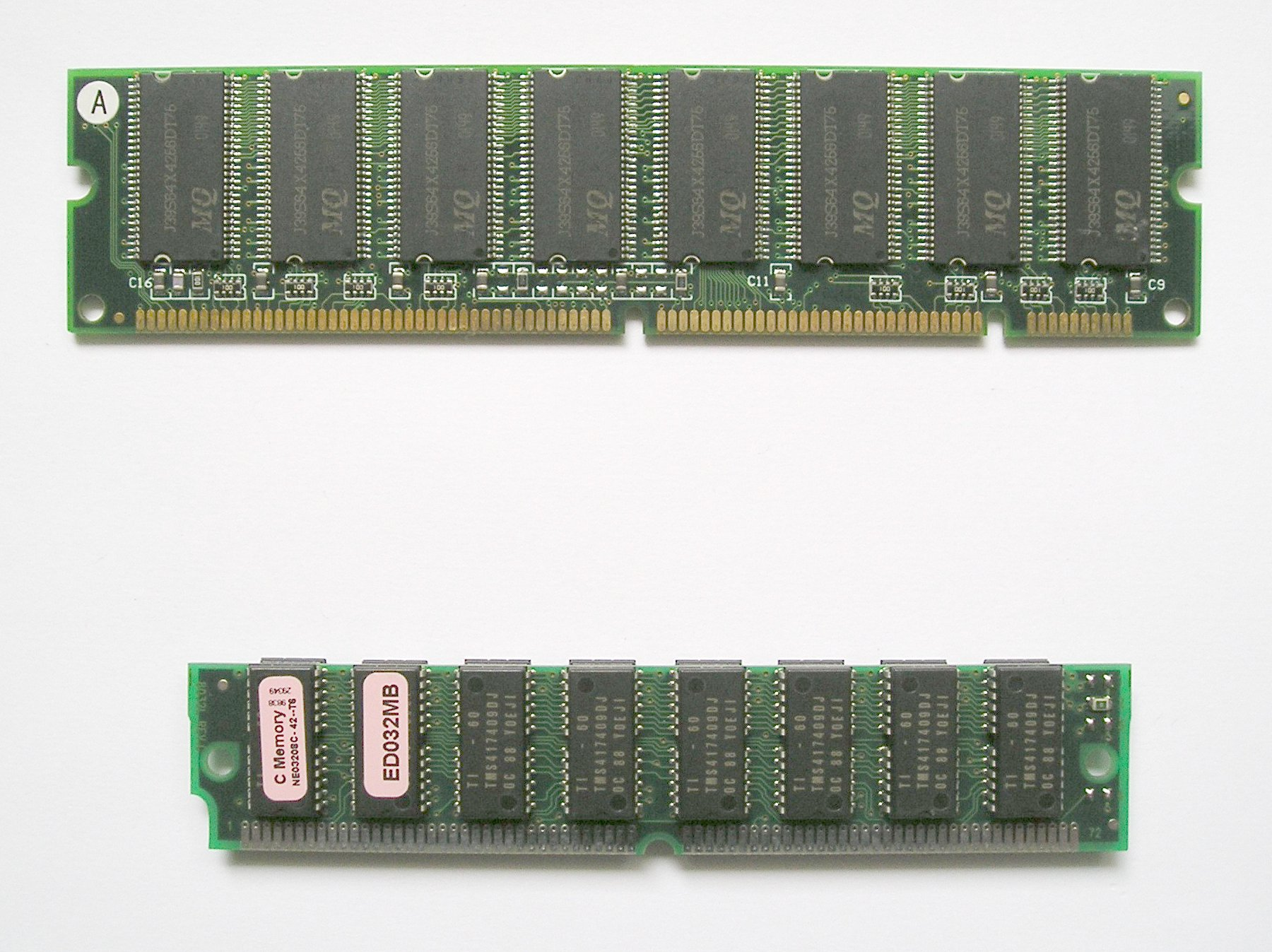
Comparaison entre un module de mémoire SDRAM et un EDO (en bas)

Pour les articles homonymes, voir EDO.
L'EDO ou EDO DRAM (en français, mémoire vive à sortie de données étendue, mémoire vive à chevauchement, mémoire vive EDO ou mémoire EDO) est un type de mémoire DRAM asynchrone installée dans les PC de 1995 à 1997.
EDO est le sigle de Extended Data Out (sortie des données améliorée). 

## Historique
L'EDO  est apparue en 1995 (génération 486/Pentium). Caractérisée par la présence d'une petite mémoire cache, la mémoire EDO était 15 % plus rapide que la mémoire FPM DRAM qu'elle remplaçait.
Elle se présentait sous forme de barrettes SIMM  72 broches, et 144 broches en SO-DIMM (pour ordinateurs portables). Les fréquences disponibles étaient 33 et 66 MHz. Cependant, comme cette mémoire n'acceptait pas les fréquences supérieures, elle a rapidement disparu au bénéfice de la SDRAM (vers 1997, génération Pentium II).

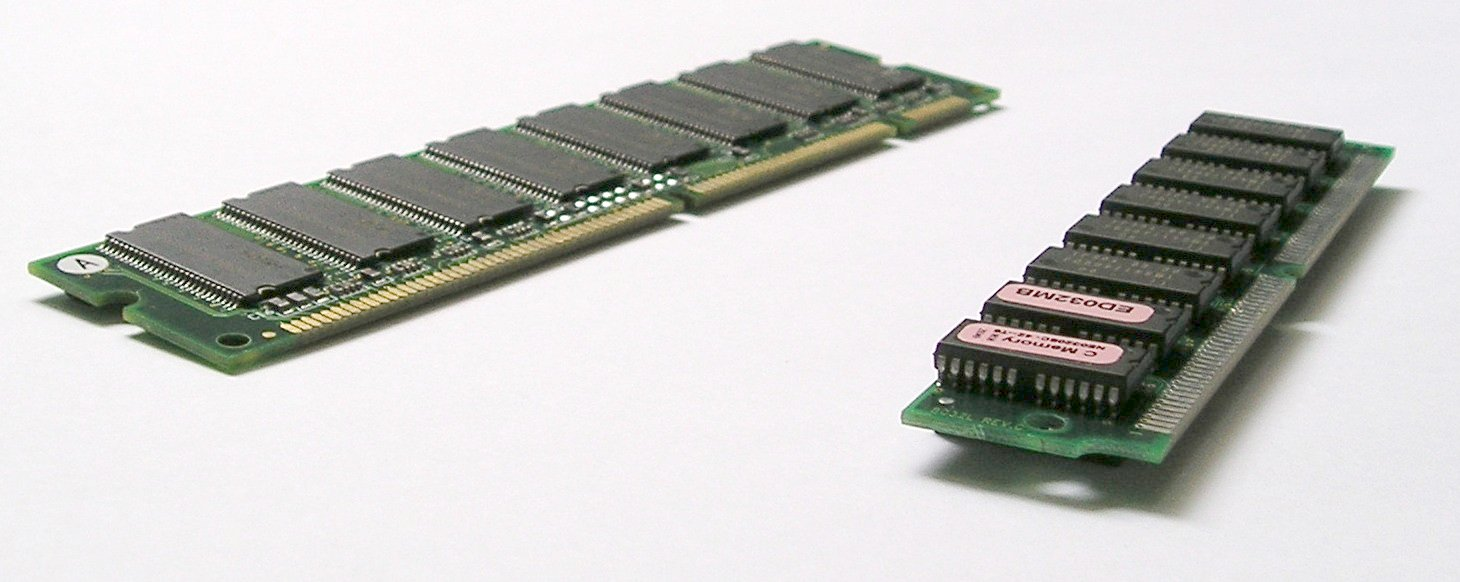
Modules de mémoire SDRAM et EDO